# Liste der Universitäten in Senegal
Dies ist eine Liste der Universitäten in Senegal. Die Trefferliste der Universitäten im afrikanischen Staat Senegal, die in der Datenbank der International Association of Universities erfasst sind, umfasst 86 Positionen. Der Übersichtlichkeit halber beschränken sich die Verlinkungen in der nachfolgenden Liste auf solche Hochschulen, für die es bereits Artikel gibt oder die in anderen Artikeln erwähnt sein könnten.
- IAU-001576 BEM Dakar-Bordeaux Management School (BEM Dakar) (BEM Dakar Management School)
- IAU-002113 Centre Africain d'Études Supérieures en Gestion (CESAG) (African Centre for Management Studies)
- IAU-002129 Centre d'Études Avancées et de Recherche en Management de projet, Programme et Portefeuille (CASR3PM) (Centre for Advanced Studies and Research in Project, Programme and Portfolio Management)
- IAU-003109 Université Catholique de l’Afrique de l’Ouest - Institut supérieur de Gestion Saint Michel – Complexe Saint-Michel (UCAO/ISG Saint Michel) (Catholic University of West Africa - Saint Michel Institute of Management)
- IAU-004062 École Inter-États des Sciences et Médecine vétérinaires de Dakar (EISMV) (Interstate School of Veterinary Science and Medicine of Dakar)
- IAU-004065 École internationale des Affaires – L’Ecole des Managers du 21éme siècle (EIA) (International School of Business)
- IAU-004078 École nationale d'Administration du Sénégal (ENA) (National School of Administration of Senegal)
- IAU-004209 École polytechnique de Thiès (EPT) (Polytechnic School of Thiès)
- IAU-004221 École supérieure africaine d'Études islamiques (ESAEI) (African College of Islamic Studies in Senegal)
- IAU-004268 École supérieure de Commerce et de Gestion – ESUP Dakar Commerce et de Gestion (ESUP Dakar) (School of Business and Management)
- IAU-004283 École supérieure de Génies – ESGE-SA (ESGE) (School of Engineering)
- IAU-004304 École supérieure de Technologie et de Management (ESTM) (School of Technology and Management)
- IAU-004345 École supérieure des Travaux publics (SUP TP) (School of Public Works)
- IAU-004346 École supérieure du Bâtiment (BATISUP) (School of Construction)
- IAU-004364 École supérieure multinationale des Télécommunications (ESMT) (Multinational Higher School of Telecommunications)
- IAU-006799 AFI - L'Université de l’Entreprise – AFI-L'UE (AFI-UE) (AFI - The Corporate University)
- IAU-006803 Groupe Ecole supérieure de Commerce de Dakar - Sup de Co – Groupe Supdeco Dakar (SUPDECO) (Sup de Co Dakar Business School Group)
- IAU-006804 École supérieure de Management de Projet (ESMP) (School of Project Management)
- IAU-006819 Institut privé de Gestion - Institut supérieur de Technologies industrielles – Groupe IPG-ISTI (IPG/ISTI) (Private Institute of Management - Institute of Industrial Technologies)
- IAU-007880 Institut africain de Management (IAM) (African Management Institute)
- IAU-007921 Institut de Formation en Administration des Affaires (IFAA) (Institute of Business Administration Training)
- IAU-007935 Ecole supérieure des Métiers du Management et des Langues – Groupe ESTEL (Ecole Supérieure des Métiers du Management et des Langues) (ESTEL) (School of Management and Language Professions)
- IAU-008002 2IM - Institut international de Management (2IM) (2IM - International Institute of Management)
- IAU-008107 Institut polytechnique de Dakar Thomas Sankara – IPD Thomas Sankara (IPD) (Thomas Sankara Polytechnical Institute in Dakar)
- IAU-008112 Institut polytechnique panafricain (IPP) (Panafrican Polytechnic Institute)
- IAU-008120 Institut privé de Formation et de Recherches médicales de Dakar (IPFORMED) (Private Institute of Medical Education and Research of Dakar)
- IAU-008175 Institut supérieur d'Informatique – ISI Dakar (ISI) (Institute of Computer Science)
- IAU-008188 Institut supérieur de Commerce et d’Administration des Affaires (ISCA) (Higher Institute of Commerce and Business Administration)
- IAU-008191 Institut supérieur de Développement local (ISDL) (Higher Institute of Local Development)
- IAU-008193 Institut supérieur de Droit de Dakar (ISDD) (Dakar Higher Institute of Law)
- IAU-008194 Institut supérieur de Finance (ISF) (Higher Institute of Finance)
- IAU-008217 Institut supérieur de Management - Dakar – ISM Dakar (ISM) (Institute of Management - Dakar)
- IAU-008217-030703 Institut supérieur de Management - Dakar – Institut supérieur de Management - Louga – ISM Louga (ISM) (Institute of Management - Dakar – Institute of Management - Louga)
- IAU-008217-030704 Institut supérieur de Management - Dakar – Institut supérieur de Management - Saint-Louis – ISM Saint-Louis (Institute of Management - Dakar – Institute of Management - Saint-Louis)
- IAU-008217-030705 Institut supérieur de Management - Dakar – Institut supérieur de Management - Thiès – ISM Thiès (Institute of Management - Dakar – Institute of Management - Thiès)
- IAU-008217-030706 Institut supérieur de Management - Dakar – Institut Supérieur de Management - Ziguinchor – ISM Ziguinchor (Institute of Management - Dakar – Institute of Management - Ziguinchor)
- IAU-008217-030707 Institut supérieur de Management - Dakar – Institut supérieur de Management - Kaolack – ISM Kaolack (Institute of Management - Dakar – Institute of Management - Kaolack)
- IAU-008217-030708 Institut supérieur de Management - Dakar – Institut supérieur de Management - Mbour – ISM Mbour (Institute of Management - Dakar – Institute of Management - Mbour)
- IAU-008284 Institut technique de Commerce (ITECOM) (Technical Institute of Commerce)
- IAU-015968 (SUP’INFO) (Sup'Info - International Academy of Dakar)
- IAU-019497 Université Alioune Diop de Bambey (UAD) (Alioune Diop University of Bambey)
- IAU-019498 Université Amadou Hampaté Bâ (UAHB) (Amadou Hampaté Bâ University)
- IAU-019529 Université Catholique de l’Afrique de l’Ouest Ziguinchor - Institut supérieur catholique de Gestion MGR Maixent Coly de Ziguinchor – UCAO ISCG Mgr Maixent Coly (UCAO Ziguinchor) (Catholic University of West Africa in Zinguinchor - MGR Maixent Coly de Ziguinchor Catholic Higher Institute of Management)
- IAU-019533 Université Cheikh Anta Diop de Dakar (UCAD) (Cheikh Anta Diop University of Dakar)
- IAU-019563 Université Dakar-Bourguiba (UDB) (Dakar-Bourguiba University)
- IAU-019654 Université Iba Der Thiam de Thiès (UIDT) (Iba Der Thiam University of Thies)
- IAU-019667 Université Assane Seck de Ziguinchor – University of Ziguinchor (UASZ) (Assane Seck University of Ziguinchor)
- IAU-019709 Université du Sahel (UNIS) (University of the Sahel)
- IAU-019712 Université du Sine Saloum El-Hâdj Ibrahima Niass (USSEIN) (El Hadji Ibrahima Niass University of Sine-Saloum)
- IAU-019714 EUROMED Université (EUROMED) (EUROMED University)
- IAU-019723 Université Gaston Berger de Saint-Louis (UGB) (Gaston Berger University of Saint-Louis)
- IAU-019810 Université Polytechnique de l'Ouest Africain (UPOA) (West African Polytechnic University)
- IAU-024067 Université numérique Cheikh Hamidou Kane (UN-CHK) (Cheikh Hamidou Kane Digital University)
- IAU-024603 NIIT Senegal - Institut international en Informatique (NIIT) (National Institute of Information Technology)
- IAU-024608 École centrale des Logiciels libres et de Télécommunications (EC2LT) (Central School of Free Software and Telecommunications Engineering)
- IAU-024609 Ecole supérieure d'Electricité, de Bâtiment et des Travaux publics (ESEBAT) (School of Electricity, Building and Public Works)
- IAU-024612 Enseignement supérieur de la Gestion des Finances et de l'Administration – ENSUP Afrique (ENSUP) (Advanced Education in Financial Management and Administration)
- IAU-024615 Institut Santé Services – Université Docteur Daouda Sow (ISS FOP) (Health Services Institute)
- IAU-024616 Institut interafricain de Formation en Assurance et Gestion des Entreprises (IFAGE) (Inter-African Training Institute for Insurance and Business Administration)
- IAU-026741 Ecole nationale de la Statistique et de l’Analyse économique Pierre Ndiaye (ENSAE) (Pierre Ndiaye National School of Statistics and Economic Analysis)
- IAU-030670 Université El hadj Ibrahima Niasse - École de Médecine Saint Christopher Iba Mar Diop (UEIN SCIMD) (El Hadj Ibrahima Niasse University - Saint Christopher Iba Mar Diop School of Medicine)
- IAU-030673 Université Amadou Mahtar Mbow (UAM) (Amadou Mahtar Mbow University)
- IAU-030681 Centre des Hautes Etudes de Défense et de Sécurité (CHEDS) (Centre for Advanced Defence and Security Studies)
- IAU-030683 Akadémia Dakar - Ecole de Droit, de Sciences politiques et de Gouvernance – AKADEMIA (Akadémia Dakar - School of Law and Political Sciences and Governance)
- IAU-030684 BBC University (BBC) (British Business College)
- IAU-030686 Centre européen de Formation en Énergie renouvelable (CEFER) (European Training Centre in Renewable Energy)
- IAU-030687 Centre Trainmar de Dakar (Trainmar Centre in Dakar)
- IAU-030690 Ecole supérieure de Génie industriel et biologique – ESGIB SUP (ESGIB) (School of Industrial and Biological Engineering)
- IAU-030693 Ecole des Sciences et Techniques de l'Ingénieur – ESTI Thiès (ESTI) (School of Engineering Science and Technology)
- IAU-030699 Institut des Métiers de l'Environnement et de la Métrologie (IMEM) (Institute for Environmental and Metrology Professions)
- IAU-030709 Institut supérieur de la Qualité totale (ISQT) (Institute for Total Quality)
- IAU-030717 Univers professionnel – Institut UNIPRO (UNI-PRO) (Professional Universe)
- IAU-030718 Université des Sciences de la Santé de Dakar (USSD) (University of Health Sciences of Dakar)
- IAU-030724 Institut supérieur de Formation professionnelle Hekima Santé – Hekima Santé (Hekima Santé Institute of Professional Training)
- IAU-030731 Institut du Centre africain d'Intelligence stratégique (CIS PAIX) (African Centre for Strategic Intelligence Institute)
- IAU-030735 (DIT) (Dakar Institute of Technology)
- IAU-030736 Ecole dentaire internationale – EDI Sénégal (EDI) (International Dental School)
- IAU-030737 SUP’IMAX - Institut supérieur des Arts et Métiers du Numérique – Institut SUP’IMAX (SUP’IMAX) (SUP’IMAX - Institute of Digital Arts and Crafts)
- IAU-030738 (DAUST) (Dakar American University of Science and Technology)
- IAU-030739 Ecole des Hautes Etudes de Coaching et de Management – HECM Dakar (HECM) (School of Advanced Studies in Coaching and Management)
- IAU-030740 Institut du millénaire Africain pour le développement (AMDI) (African Millenium Development Institute)
- IAU-030741 Centre de Formation africain du Sénégal (CEFAS) (African Training Center of Senegal)
- IAU-030745 Collège universitaire d'Architecture de Dakar (CUAD) (Dakar University College of Architecture)
- IAU-030750 Intitut supérieur de Management des Organisations (ISMO) (Institute of Organizational Management)
- IAU-030751 Institut des Professions juridiques et immobilières (IPJI) (Institute of Legal and Real Estate Professions)
- IAU-030752 Institut EDGE – EDGE (EDGE Institute)